# Goat Rocks
Les Goat Rocks sont une série de pics montagneux dans la chaîne des Cascades, dans le sud de l'État de Washington (États-Unis). Ils sont issus de l'érosion d'un ancien stratovolcan. Ils ont été escaladés pour la première fois par Fred G. Plummer en 1899. Leur nom provient des nombreuses Chèvres des montagnes Rocheuses vivant dans ses environs, ce qui leur vaut le classement dans la Goat Rocks Wilderness.

## Géographie
Les Goat Rocks sont en fait le point culminant d'un massif montagneux faisant la jonction entre le mont Adams et le mont Rainier. Issu de l'érosion d'un ancien stratovolcan, ils n'ont pas la forme circulaire caractéristique des volcans actifs qui l'entourent.